# Acquigny
Acquigny település Franciaországban, Eure megyében. Lakosainak száma 1725 fő (2022. január 1.). Acquigny Ailly, Amfreville-sur-Iton, Fontaine-Bellenger, Heudebouville, Heudreville-sur-Eure, Hondouville, Le Mesnil-Jourdain és Pinterville községekkel határos.

## Népesség
A település népességének változása:
| Lakosok száma | 927  | 1055 | 1292 | 1614 | 1531 | 1525 | 1586 | 1619 | 1674 | 1725 |
|               | 1968 | 1982 | 1990 | 2006 | 2013 | 2015 | 2017 | 2019 | 2020 | 2022 |